# Bürg-Vöstenhof
Bürg-Vöstenhof osztrák község Alsó-Ausztria Neunkircheni járásában. 2019 januárjában 170 lakosa volt. 

## Elhelyezkedése

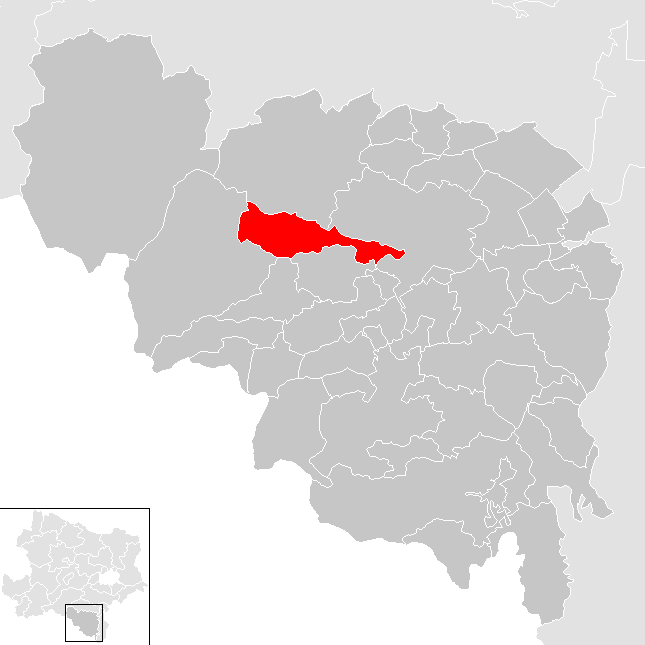
Bürg-Vöstenhof a Neunkircheni járásban

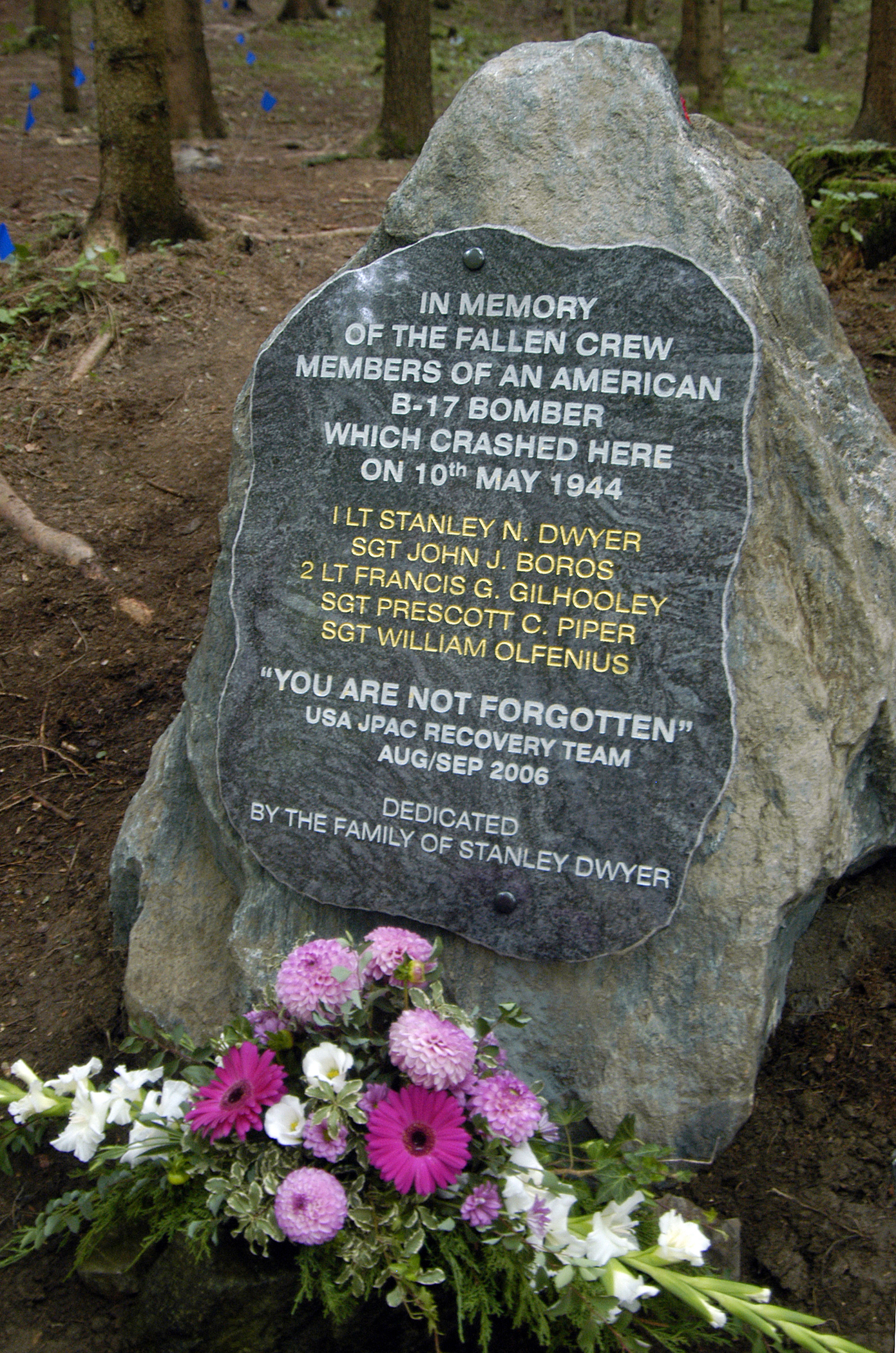
Az 1944-ben lezuhant amerikai bombázó emlékműve

Bürg-Vöstenhof Alsó-Ausztria Industrieviertel régiójában fekszik a Schneeberg-hegység délkeleti lábainál, a Schwarza folyó völgyétől északra. Területének 85,6%-a erdő. Az önkormányzat két településrészt illetve falut egyesít:  Bürg (136 lakos 2019-ben) és Vöstenhof (34 lakos). 
A környező önkormányzatok: északra Puchberg am Schneeberg, keletre Ternitz, délre Buchbach, Payerbach és Prigglitz, nyugatra Reichenau an der Rax.

## Története
Bürg-Vöstenhof területe a 12. században népesült be, bajor és frank telepesek által. A 13. században megépült a vöstenhofi vár. Vöstenhof a vár földesurainak volt a tulajdonában, míg Bürg Stixenstein, Schwarzau am Steinfeld és Pottschach uradalmaihoz is tartozott. A parasztok faházakban éltek, az első téglaházak csak a 15. században épültek meg. A falvak Pottschach (ma Ternitz része) egyházközségéhez tartoztak és tartoznak ma is. 
Az 1848-as bécsi forradalom után megszűntek a feudális földbirtokok és megalakult Vöstenhof községi önkormányzata. Az Anschluss utáni átszervezés során 1938-ban Vöstenhofot Sieding községhez (ma Ternitz része) csatolták. Miután Ausztria 1945-ben visszanyerte függetlenségét, a község ismét önállóvá vált. 2001-ben a község felvette a Bürg-Vöstenhof nevet.

## Lakosság
A Bürg-Vöstenhof-i önkormányzat területén 2019 januárjában 170 fő élt. A lakosságszám 1869 óta 150-240 között ingadozik. 2017-ben a helybeliek 94,4%-a volt osztrák állampolgár; a külföldiek közül 2,2% a régi (2004 előtti), 2,2% az új EU-tagállamokból érkezett. 2001-ben a lakosok 76,1%-a római katolikusnak, 8% evangélikusnak, 1,7% ortodoxnak, 13,1% pedig felekezeten kívülinek vallotta magát. Ugyanekkor a németeken kívül 3 szerb és egy ismeretlen nemzetiségű lakos élt a községben.  

## Látnivalók
- a vösterhofi várat 1597-ben alakították át reneszánsz kastéllyá. Ma magántulajdonban van.

## Fordítás
- Ez a szócikk részben vagy egészben  a   Bürg-Vöstenhof című német Wikipédia-szócikk ezen változatának fordításán alapul.  Az eredeti cikk szerkesztőit annak laptörténete sorolja fel. Ez a jelzés csupán a megfogalmazás eredetét és a szerzői jogokat jelzi, nem szolgál a cikkben szereplő információk forrásmegjelöléseként.